# Ден-Гартог, Якоб
Якоб Питер Ден-Гартог (23 июля 1901 — 17 марта 1989, Хановер, Нью-Гэмпшир) — американский учёный-механик. 
Член Национальной академии наук США (1953), Национальной инженерной академии США (1975), профессор машиностроения в Массачусетском технологическом институте.

## Биография
Родился в семье учителя. В 1916 году переехал в Голландию, вскоре после переезда потерял отца. Среднюю школу окончил в Амстердаме в 1919 году, отличался успехами в учёбе. В том же году благодаря финансовой поддержке родственников смог продолжить образование и поступил в Инженерную школу в Делфте, которую окончил в 1924 году. Получил степень магистра в области электротехники.
В 1924 году эмигрировал в Соединенные Штаты во многом из-за того, что не нашел в Голландии работу, с 1924 по 1930 год работал в исследовательской лаборатории компании «Вестингауз» инженером-электриком, а затем под влиянием С. П. Тимошенко, который взял его ассистентом, занялся изучением электрических и механических вибраций. В то же время он посещал вечерние курсы математики в Университете Питтсбурга, где получил в 1929 году докторскую степень. В 1930 году возглавил отдел динамики.
В 1930—1931 годах учился в Гёттингенском университете, сотрудничал в лаборатории Людвига Прандтля (чей сотрудник Оскар Карл Густав Титьенс ранее работал в компании Вестингаус).
С 1932 по 1945 годы преподавал в Гарвардском университете (в 1936—1941—профессор), принимал участие в организации Международного конгресса по прикладной механики 1938 года в Кембридже (штат Массачусетс).
Во время Второй мировой войны он поступил добровольцем на службу в Военно-морские силы США, занимался проблемами вибрации в судостроении.
В 1945—1967 годах преподавал в Массачусетском технологическом институте, преподавал динамику и прочность материалов, с 1967 года — заслуженный профессор.
Среди его учеников был Стивен Крэнделл, также в дальнейшем ставший профессором Массачусетского института.
С 1926 года был женат на Элизабет Ф. Столкер (на которой он женился, приехав в отпуск в Амстердам).
Последние годы жизни (с 1982 года) был прикован к постели из-за прогрессирующего артрита.

## Научные интересы
Основные работы относятся к теории механических колебаний, динамике, теории упругости и сопротивлению материалов. Решил ряд задач теории колебаний применительно к вибрациям машин и машинных деталей.

## Награды и звания
Член Нидерландской АН.
- Медаль Тимошенко (1972) «в знак признания выдающегося вклада в области прикладной механики».
- Медаль ASME (1979)
- Премия основателей NAE (1981)